# Jáltipan
Jáltipan är en kommun i Mexiko.   Den ligger i delstaten Veracruz, i den sydöstra delen av landet, 500 km öster om huvudstaden Mexico City. Antalet invånare är 37 743. Arean är 331 kvadratkilometer.
Terrängen i Jáltipan är platt.
Följande samhällen finns i Jáltipan:
- Las Lomas de Tacamichapan
- Ahuatepec
- La Lajilla
- Las Galeras
- La Ciénega
- Buenavista de la Asunción
- Ixpuchapan
- Malota
- Mixtán
- Casas Viejas
- Primero de Mayo
- Juan de la Barrera
- San Antonio
- Kilómetro Cincuenta
- Anáhuac
- Emiliano Zapata